# Bovisio-Masciago
Bovisio-Masciago är en ort och kommun i provinsen Monza e Brianza i regionen Lombardiet i Italien. Kommunen hade 16 933 invånare (2018).